# Comité international d'Auschwitz
Pour les articles homonymes, voir CIA et IAK.

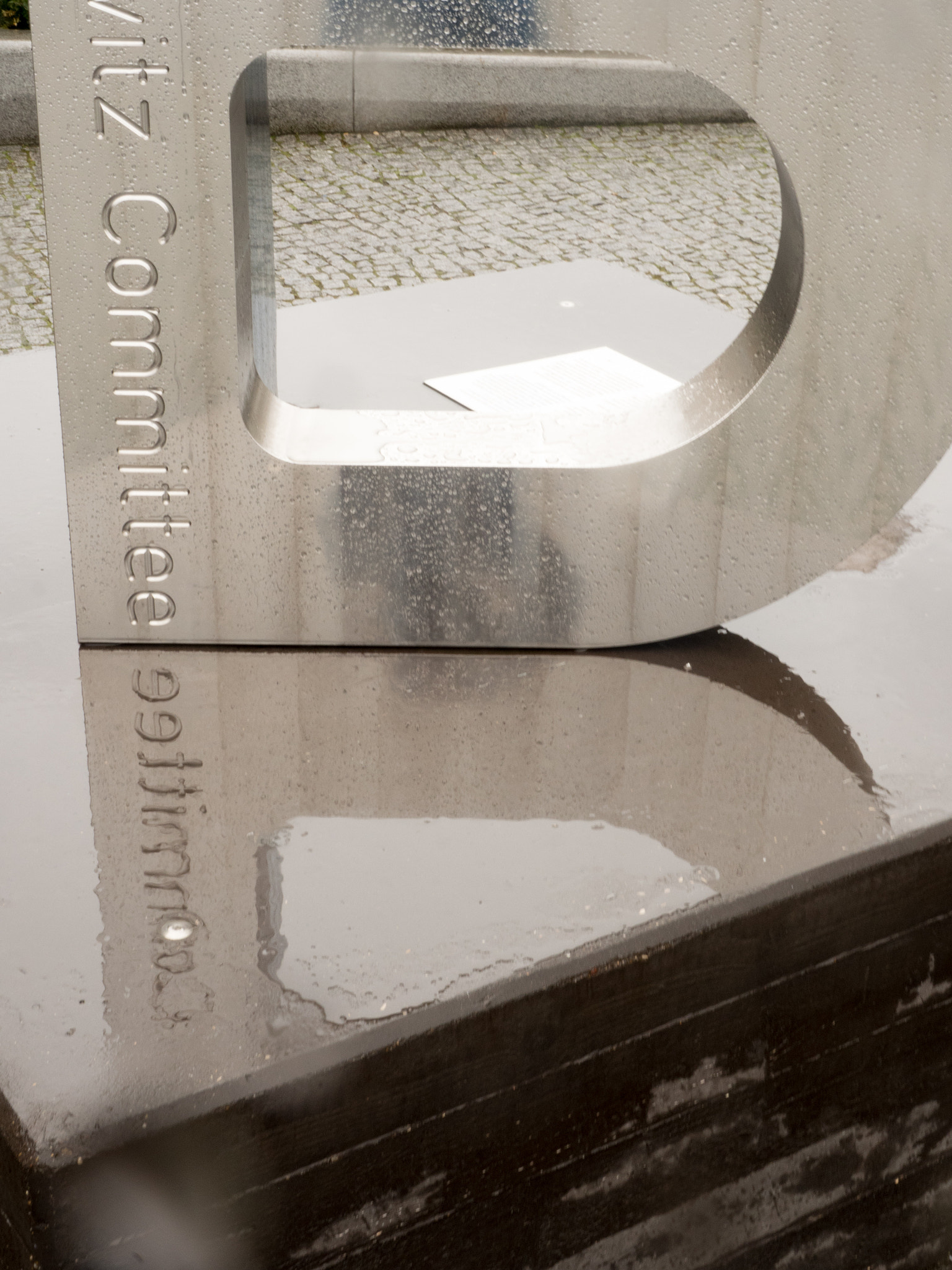
Comité international d'Auschwitz, Wittenbergplatz (Berlin-Schöneberg).

Le Comité international d'Auschwitz ou CIA (nom officiel, Internationale Auschwitz Komitee ou IAK)  est fondé en 1952 par des survivants du camp de concentration et d'extermination d'Auschwitz-Birkenau. Son but est de coordonner des comités nationaux de commémoration de la Shoah. Par ailleurs, il tente de prévenir et de s'opposer à l'extrême droite. Le CIA comprend des organisations dans 19 pays (Allemagne, Australie, Autriche, Belgique, États-Unis, France, Grèce, Hongrie, Israël, Italie, Luxembourg, Pays-Bas, Pologne, Roumanie, Russie, Slovaquie, Slovénie, République tchèque, Ukraine).

## Histoire
Le CIA organise des événements tels que l'Assemblée Générale en 2002 à Oświęcim. Dans Nachrichten aus Auschwitz (Nouvelles d'Auschwitz), le CIA a publié des récits historiques des événements d'Auschwitz-Birkenau en 1944.
En juin 2002, lors de cette assemblée à Oświęcim, il est décidé de mettre en place un bureau de coordination du CIA à Berlin et de demander au gouvernement allemand de fournir un soutien financier et d'organisation. En juin 2003, le CIA et le ministère de l'Intérieur fédéral allemand signent un accord de financement effectif depuis 2004. Depuis 2003, il y a un bureau de coordination à Berlin. Son président d'honneur est alors Kurt Julius Goldstein (de), le dernier président Noach Flug (de) est décédé le 11 août 2011.
Depuis 2005, le CIA a une représentation à l'ONU. Le Secrétaire général des Nations unies Kofi Annan a reçu une délégation du CIA.

## Membres
- Esther Bejarano
- Christoph Heubner (de)
- Théo Klein

### Anciens membres
- Hans Frankenthal (de)
- Peter Gingold
- Maurice Goldstein
- Hermann Langbein
- Robert Waitz

## Source, notes et références
- (de) Cet article est partiellement ou en totalité issu de l’article de Wikipédia en allemand intitulé « Internationales Auschwitz Komitee » (voir la liste des auteurs).